# Харабали
Харабали́ — город (с 1974) в Астраханской области России, административный центр Харабалинского района и городского поселения «Город Харабали».
Население — 18 514 чел. (2021).

## Этимология
Существует несколько версий происхождений названия:
- Первая версия: название села произошло от бугра, который некогда разделял село на две части. «Харабали» в переводе с калмыцкого языка — «чёрный бугор».

- Вторая версия: название села, по-видимому, представляет собой калмыцкую переработку наименования казахского рода Кара-Баласы, пастбища которого находились в непосредственной близости к месту возникновения селения[3].

- По третьей версии, название происходит от названия казахского аула Карабайлы, располагавшегося на этом месте. Казахи до сих пор так называют эту местность[4].

- По четвёртой[источник не указан 2168 дней], название «Харабали» происходит от речки Харабалык. Хараба в переводе с тюркских языков означает «руина» или «развал», а с помощью присоединения суффикса -лык к корням имён и глаголов происходит образование производных имён существительных[5], то есть Харабалык — «место развала, руина».

## География
Город расположен на левом берегу реки Ашулук, в 142 км севернее Астрахани.
В 40 км к югу от города расположены развалины Сарай-Бату, бывшей столицы Золотой Орды, археологический памятник XIII века. В 70 км к югу от города — Хошеутовский хурул (калмыцкий буддийский монастырь), архитектурный памятник XIX века.

## История
Село Харабали основано в 1789 году на высоком бугре беглыми крестьянами из Воронежской, Курской и Тамбовской губерний.
В 1876 году на народные средства мастерами из Москвы при участии местных умельцев по проекту архитектора П. А. Знаменского начали возводить двухэтажную, кирпичную, из пяти куполов церковь. В 1889 году церковь открыла свои двери для прихожан.
Широкую известность селу принесли знаменитые харабалинские сады.
В 1926 году в Харабали появилась первая электрическая лампочка, началась радиофикация села. В 1927 году в селе был организован первый колхоз «Искра». В 1930 году основаны колхоз «Новый путь» и рыболовецкий колхоз «Красные ловцы». В 1932 году в Харабали началось строительство консервного завода, в июле 1936 года он был пущен в строй.
В период с 30-х по начало 40-х годов были построены средняя школа № 5, здание райисполкома, партийный кабинет, сельский клуб, кинотеатр на 450 мест, больница на 35 коек, в центре посажен парк, работали столовая, библиотека, промкомбинат, пищекомбинат.
В конце 1940-х началось массовое озеленение Харабали. В середине 1950-х годов при прокладке первого водопровода на улицах были высажены плодовые деревья.
В 1974 году село Харабали преобразовано в город районного подчинения. Он становится центром сельского хозяйства и промышленности. 

## Климат
Преобладает умеренно континентальный климат. Лето тёплое и продолжительное, а зимы мягкие и недолгие.
- Среднегодовая температура воздуха — 10,7 °C
- Среднегодовое количество осадков — 420 мм
- Относительная влажность воздуха — 59,1 %
- Средняя скорость ветра — 6.5 м/с

| Среднесуточная температура воздуха в Харабали по данным NASA | Среднесуточная температура воздуха в Харабали по данным NASA | Среднесуточная температура воздуха в Харабали по данным NASA | Среднесуточная температура воздуха в Харабали по данным NASA | Среднесуточная температура воздуха в Харабали по данным NASA | Среднесуточная температура воздуха в Харабали по данным NASA | Среднесуточная температура воздуха в Харабали по данным NASA | Среднесуточная температура воздуха в Харабали по данным NASA | Среднесуточная температура воздуха в Харабали по данным NASA | Среднесуточная температура воздуха в Харабали по данным NASA | Среднесуточная температура воздуха в Харабали по данным NASA | Среднесуточная температура воздуха в Харабали по данным NASA | Среднесуточная температура воздуха в Харабали по данным NASA |
| Янв                                                          | Фев                                                          | Мар                                                          | Апр                                                          | Май                                                          | Июн                                                          | Июл                                                          | Авг                                                          | Сен                                                          | Окт                                                          | Ноя                                                          | Дек                                                          | Год                                                          |
| −4,3 °C                                                      | −4,0 °C                                                      | 2,0 °C                                                       | 11,8 °C                                                      | 19,2 °C                                                      | 24,4 °C                                                      | 26,9 °C                                                      | 24,7 °C                                                      | 18,3 °C                                                      | 10,6 °C                                                      | 1,7 °C                                                       | −3,4 °C                                                      | 10,7 °C                                                      |
| ------------------------------------------------------------ | ------------------------------------------------------------ | ------------------------------------------------------------ | ------------------------------------------------------------ | ------------------------------------------------------------ | ------------------------------------------------------------ | ------------------------------------------------------------ | ------------------------------------------------------------ | ------------------------------------------------------------ | ------------------------------------------------------------ | ------------------------------------------------------------ | ------------------------------------------------------------ | ------------------------------------------------------------ |

## Население
Динамика численности населения
| 1859 | 1897 | 1900 | 1904 | 1914 |
| ---- | ---- | ---- | ---- | ---- |
| 1938 | 2785 | 3478 | 3252 | 5502 |

| 1897    | 1959    | 1970    | 1979    | 1989    | 1992    | 1996    | 1998    | 2000    |
| ------- | ------- | ------- | ------- | ------- | ------- | ------- | ------- | ------- |
| 3500    | ↗9664   | ↗14 261 | ↗17 043 | ↗18 566 | ↗18 700 | ↗19 100 | ↘18 900 | ↘18 800 |
| 2001    | 2002    | 2003    | 2005    | 2006    | 2007    | 2008    | 2009    | 2010    |
| ↘18 600 | ↘18 296 | ↗18 300 | ↘18 200 | ↘18 100 | →18 100 | →18 100 | ↗18 117 | →18 117 |
| 2011    | 2012    | 2013    | 2014    | 2015    | 2016    | 2017    | 2018    | 2019    |
| ↘18 100 | ↗18 178 | ↗18 275 | ↘18 146 | ↘18 041 | ↗18 097 | ↘18 031 | ↘17 968 | ↘17 786 |
| 2020    | 2021    |         |         |         |         |         |         |         |
| ↘17 517 | ↗18 514 |         |         |         |         |         |         |         |

На 1 января 2025 года по численности населения город находился на 698-м месте из 1124 городов Российской Федерации.
Национальный состав
| Национальность | Численность (2010) | Процент |
| -------------- | ------------------ | ------- |
| Русские        | 10823              | 59,7%   |
| Казахи         | 6085               | 33,6%   |
| Армяне         | 238                | 1,3%    |
| Немцы          | 143                | 0,8%    |
| Татары         | 101                | 0,6%    |
| Корейцы        | 98                 | 0,5%    |
| Украинцы       | 91                 | 0,5%    |
| Азербайджанцы  | 82                 | 0,5%    |
| Езиды          | 76                 | 0,4%    |
| Кумыки         | 35                 | 0,2%    |
| Мордва         | 30                 | 0,2%    |
| Узбеки         | 28                 | 0,2%    |
| Белорусы       | 25                 | 0,1%    |
| Табасараны     | 20                 | 0,1%    |
| Аварцы         | 16                 | 0,1%    |
| Таджики        | 14                 | 0,1%    |
| Даргинцы       | 13                 | 0,1%    |
| Молдаване      | 13                 | 0,1%    |
| Чеченцы        | 13                 | 0,1%    |
| Лезгины        | 11                 | 0,1%    |
| Марийцы        | 8                  | 0,04%   |
| Балкарцы       | 7                  | 0,04%   |
| Башкиры        | 7                  | 0,04%   |
| Болгары        | 7                  | 0,04%   |
| Литовцы        | 7                  | 0,04%   |
| Ногайцы        | 7                  | 0,04%   |
| Грузины        | 6                  | 0,03%   |
| Коми           | 6                  | 0,03%   |
| Курды          | 6                  | 0,03%   |
| Венгры         | 5                  | 0,03%   |
| Ингуши         | 5                  | 0,03%   |
| Алтайцы        | 4                  | 0,02%   |
| Калмыки        | 4                  | 0,02%   |
| Каракалпаки    | 4                  | 0,02%   |
| Евреи          | 3                  | 0,02%   |
| Лакцы          | 3                  | 0,02%   |
| Метисы         | 3                  | 0,02%   |
| Удмурты        | 3                  | 0,02%   |
| Не указана     | 78                 | 0,4%    |
| Всего          | 18128              | 100%    |

По итогам переписи населения 2020 года проживали следующие национальности (национальности менее 0,1 % и другое см. в сноске к строке «Другие»):
| Национальность | Численность, чел. | Доля     |
| -------------- | ----------------- | -------- |
| Русские        | 10 025            | 54,15 %  |
| Казахи         | 6097              | 32,93 %  |
| Узбеки         | 593               | 3,20 %   |
| Армяне         | 208               | 1,12 %   |
| Азербайджанцы  | 106               | 0,57 %   |
| Таджики        | 86                | 0,46 %   |
| Корейцы        | 63                | 0,34 %   |
| Немцы          | 53                | 0,29 %   |
| Татары         | 38                | 0,21 %   |
| Украинцы       | 38                | 0,21 %   |
| Чеченцы        | 35                | 0,19 %   |
| Езиды          | 32                | 0,17 %   |
| Даргинцы       | 22                | 0,12 %   |
| Другие         | 1118              | 6,04 %   |
| Итого          | 18 514            | 100,00 % |

## Экономика
- пищевая промышленность (птицефабрика «Харабалинская»);
- деревообрабатывающая (мебель) и лесхоз (деловая древесина, дрова, восстановление леса);
- строительная промышленность (стройматериалы).

## Достопримечательности
- Развалины Сарай-Бату в районе села Селитренного и музей под открытым небом.
- Хошеутовский хурул в селе Речное, что в 71 км от Харабали.
- Городская мечеть.
- Сквер Победы.
- Парк Юбилейный.
- Парк Комсомольский.
- Детская школа искусств.
- Детско-юношеская спортивная школа (ветхое состояние).

## Транспорт
Действует три маршрута городского маршрутного такси: «Харабали — пос. Гремучий» (маршрут обслуживается автобусами ПАЗ-3205 МУП «Универсал»), № 1 «8-й квартал — Центр — 8-й квартал» (обслуживается микроавтобусами Ford Transit ИП Садоян Ю. М.) и № 4 «Станция 2-й подъем — СОШ № 3» (обслуживается микроавтобусами Ford Transit ИП Садоян Ю. М.).
Город пересекает автодорога Астрахань — Ахтубинск — Волгоград. Железнодорожная станция Харабалинская на линии Верхний Баскунчак — Астрахань.